# ლ
Das Las (ლ) ist der elfte Buchstabe des georgischen Alphabets. Der Buchstabe stellt den Laut [⁠ɫ⁠] dar und wird im Deutschen mit dem Buchstaben L transkribiert.
Heute wird im Mchedruli-Alphabet nur noch das ლ verwendet. Im historischen Chutsuri-Alphabet gab es noch den Großbuchstaben Ⴊ; das kleingeschriebene Pendant dazu war das ⴊ.
Es war dem Zahlenwert 30 zugeordnet.
Der Buchstabe Las (ლ) ist auch das Währungssymbol für den Georgischen Lari (georgisch ლარი).

## Zeichenkodierung
Das Las ist in Unicode an den Codepunkten U+10DA (Mchedruli) bzw. U+10AA (Chutsuri-Großbuchstabe) und U+2D0A (Chutsuri-Kleinbuchstabe) zu finden.